# Robert Motte
Pour les articles homonymes, voir Motte.
Robert Motte, né le 3 décembre 1754 à Notre-Dame-de-Fresnay (Calvados), mort le 30 mai 1829 à Romans (Drôme), est un général français de la Révolution et de l’Empire.

## États de service
Il entre en service en 1780, comme soldat au régiment de La Sarre, il obtient le grade de caporal le 16 janvier 1783, celui de sergent le 1er avril 1784 et celui de sergent-major le 16 janvier 1787. Il est nommé adjudant le 25 avril suivant, sous-lieutenant le 2 mai 1792, adjudant-major le 20 août et adjudant général chef de bataillon le 20 décembre 1793 par les représentants du peuple à Toulon.
Passé à l’armée d’Italie, il y fait les campagnes du l’an II et de l’an III. Il se distingue dans plusieurs affaires et reçoit deux blessures. Il est promu général de brigade provisoire le 22 avril 1794 par les représentants du peuple près de l’armée des Pyrénées orientales, et il est confirmé dans son grade le 13 juin 1795, ainsi que dans son emploi de commandant de la place de Perpignan.
En l’an V, il sert à l’armée du midi, formée dans le département du Gard, puis aux armées des Alpes et d’Italie. Le 18 octobre 1797, il est employé dans la 9e division militaire, lorsqu’il reçoit l’ordre de rejoindre l’armée d’Italie. Il est fait chevalier de la Légion d’honneur le 11 décembre 1803, et commandeur de l’ordre le 14 juin 1804. Le 1er octobre 1804, il prend le commandement du département de la Drôme dans la 8e division militaire.
Le 4 décembre 1806, il passe dans la 13e division militaire, et le 24 janvier 1811, il est attaché à la 7e division militaire. Il est créé baron de l’Empire le 24 février 1812, et le 10 juin, il est appelé au commandement du département du Taro dans la 20e division militaire.
Il est admis à la retraite le 24 décembre 1812, et il est remis en activité le 15 avril 1815, comme commandant du département de l’Isère. Le 1er août 1815, il rentre dans la position de retraite, et il cesse ses fonctions le 1er septembre suivant.
Il meurt le 30 mai 1829 à Romans-sur-Isère.

## Récompenses et distinctions
- Commandeur de la Légion d'honneur (1804)

## Dotation
- Le 30 juin 1811, donataire d’une rente de 2 000 francs sur les biens réservés à Erfurt.

## Armoiries
| Figure | Nom du baron et blasonnement |
| ------ | --- |
|        | Armes du baron Robert Motte et de l'Empire, décret du 30 juin 1811, lettres patentes du 24 février 1812, commandeur de la Légion d'honneur Coupé, au premier parti à dextre d'azur à la montagne d'argent ; à sénestre des barons tirés de l'armée, au deuxième d'argent au chien en arrêt sur un lièvre, le tout de sable soutenu de sinople - Livrées : les couleurs de l'écu, le verd en bordure seulement. |